# Météorite de Nōgata
La météorite de Nōgata est la plus ancienne météorite recueillie encore préservée. Découverte dans un sanctuaire shintoïste à Nōgata sur l'île de Kyūshū, au Japon, elle y est toujours conservée.

## Histoire
La chute de cette météorite s'est produite le 19 mai 861 à Nōgata où elle a fait un trou dans le jardin d'un sanctuaire shinto. La tradition orale transmise de génération en génération raconte que cette chute a été accompagnée de flash et de tonnerre. 472 g de cette météorite, recouverte d'une croûte de fusion noire caractéristique, sont depuis conservés dans une petite boîte en bois avec la date de sa chute gravée dessus. 
Le grand prêtre du sanctuaire a contacté en 1922 un expert qui a confirmé l'origine météoritique de la roche, mais le rapport de ce géologue est tombé dans l'oubli jusqu'à ce que l'histoire de cette météorite soit racontée à la radio en 1979, parvenant aux oreilles du Dr Murayama du Musée national de la nature et des sciences de Tokyo. Ce chercheur obtient l'autorisation d'en prélever un spécimen qui est alors étudié en laboratoire : Nōgata est classée comme une  chondrite L6 et sa radiodatation correspond à la date de 861 de la tradition orale.